# Mamadouba Bangoura
Mamadouba Bangoura est un footballeur professionnel guinéen qui joue comme attaquant à l'AS Vita Club.

## Carrière sportive

### En club
Le 15 septembre 2022, le club Al-Minaa a annoncé la signature de trois joueurs professionnels, dont Bangoura,.
Le 24 août 2023, V Club annonce l'arrivée de Bangoura et le 28 janvier il résilie son contrat avec le club,.

### International
Le 21 septembre 2019, Bangoura a joué sa première sélection internationale avec la Guinée contre le Sénégal lors d'une qualification pour le Championnat d'Afrique des Nations.

## Statistiques

### Buts internationaux
Les scores et les résultats indiquent le total des buts de la Guinée en premier. 
| Non. | Date            | Lieu                                        | Adversaire | Score | Résultat | Concours                                                      |
| ---- | --------------- | ------------------------------------------- | ---------- | ----- | -------- | ------------------------------------------------------------- |
| 1    | 20 octobre 2019 | Stade du 28 septembre, Conakry, Guinée      | Sénégal    | 1–0   | 1–0      | Qualifications pour le Championnat d'Afrique des Nations 2020 |
| 2    | 6 février 2021  | Stade de la Réunification, Douala, Cameroun | Cameroun   | 2–0   | 2–0      | Championnat d'Afrique des Nations 2020                        |

## Trophées
Shkupi
- Second de la Première Ligue macédonienne : 2020-2021